# Peter Teekamp
Peter Teekamp (volledige achternaam Teekamp Gout) (Amsterdam, 5 augustus 1961) is een Nederlands radio diskjockey.

## Carrière
Teekamps radioloopbaan begon in 1979 aan boord bij zeezender Mi Amigo en later Radio Caroline. Bij deze zenders werkte hij onder het pseudoniem Carl de Jong. Een zware voorjaarsstorm in 1980 legde het schip echter lam, waardoor aan Teekamps zeezenderavontuur noodgedwongen een einde kwam.
In 1982 solliciteerde hij bij Veronica. Niet veel later was Teekamp te horen in de nacht tijdens Veronica's Oh, wat een nacht. Teekamp was zeer regelmatig als (inval)presentator te beluisteren in uitzendingen van Veronica op Hilversum 1, Hilversum 2 en Hilversum 3.
Toen Veronica vanwege het behalen van de A-status per 1 december 1985 meer zendtijd kreeg, ging Teekamp vanaf de start van de befaamde  "volle vrijdag" op 6 december 1985 op vanaf dan Radio 3 in eerste instantie De Staat van Beleg tussen 11:00 en 13:00 uur presenteren. Vanaf 16 mei 1986 keerde Erik de Zwart terug bij Veronica tussen 11:00 en 13:00 uur en werd Teekamp presentator van Goud van Oud. Het programma groeide vanaf dat moment zeer snel uit tot de best beluisterde uren op de Nederlandse radio.
Naast Goud van Oud was Teekamp ook presentator van Mono en medepresentator op Goede Vrijdag in 1986 en 1987 van de uitzending van de jaarlijkse Veronica's Top 100 Aller Tijden op Radio 3.
In maart 1988 kreeg Teekamp een aanbod van de TROS. Vanaf donderdag 7 april 1988 was hij op Radio 3 de samensteller en presentator van de Gouden Uren en vanaf september 1988 ook op Radio 2. De Radio 3-versie van dit programma groeide eveneens in korte tijd uit tot een van de best beluisterde programma's van de Nederlandse radio. Met Martijn Krabbé deed hij vanaf juni 1988 tot en met de laatste TROS-donderdag op Radio 3 op 1 oktober 1992 de duopresentatie van de Nationale Hitparade Top 100 tussen 14:00 en 18:00 uur. Per donderdag 14 december 1989 wijzigde op initiatief van Teekamp de naam van de publieke hitlijst naar Nationale Top 100.
Ook was Teekamp in die tijd (1982-1993) een veelgevraagd deejay voor drive-inshows, feesten en partijen. Onder andere met de Veronica Top 40 Drive-In Show en vanaf mei 1988 met de TROS Drive-In Show toerde hij door Nederland en België.
Op televisie presenteerde hij tussen medio 1989 en begin 1993 voor de TROS op Nederland 2 het muziekprogramma Popformule, de tegenhanger van AVRO's Toppop en Countdown van Veronica.
Begin maart 1993 vertrok Teekamp bij de TROS en Radio 3 en maakte hij de overstap naar Sky Radio als programmadirecteur. Het achter de schermen werken beviel hem uiteindelijk niet en daarom maakte hij medio 1995 de overstap naar Radio Noordzee Nationaal. In 1996 en 1997 was Teekamp de voice-overstem tijdens de Staatsloterijshow op televisie bij RTL 4.
Vanaf september 2003 tot en met augustus 2004 presenteerde Teekamp in het weekeinde De Nummer 1 Show op Radio Veronica. Vanaf september 2004 tot oktober 2006 presenteerde hij elke werkdag tussen 19:00 en 21:00 uur, Veronica's Top 40 Hitdossier op Radio Veronica. In oktober 2006 ging Teekamp terug naar het weekeinde en presenteerde hij vanaf dan Goud van Oud. Extra Gold Nederland haalt Peter Teekamp als presentator in huis. Hij verzorgt vanaf 1/11/2006 het blok tussen 12:00 uur en 13:00 uur. En vanaf september 2008 was Teekamp op Radio Veronica op zondag tussen 15:00 en 18:00 uur te horen, met Het beste uit de Top 1000 allertijden. Vanaf 9 februari 2009 werd het programma verplaatst naar het tijdslot 21:00-00:00 uur.
Zijn stem wordt ook veel gebruikt voor reclameboodschappen, documentaires en bedrijfsfilms.
Op 31 maart 2013 stopte hij bij Radio Veronica om voor zichzelf te beginnen met een meditatiecentrum. Teekamp sloot daarbij niet uit om in de toekomst mogelijk weer iets te gaan doen op de radio.